# Steyr SSG 69
SSG 69 (Scharfschützengewehr 69) là loại súng bắn tỉa sử dụng thoi nạp đạn trượt được chế tạo bởi Steyr Mannlicher và được sử dụng như một loại súng bắn tỉa cơ bản trong quân đội Áo.
Khoảng năm 1969 loại súng này đã sử dụng công nghệ mới với việc sử dụng chất tổng hợp và rèn nguội các nòng súng để tăng độ chính xác. Nó được sử dụng như một loại súng bắn tỉa cơ bản trong quân đội Áo, PI là phiên bản dành cho dân thường của SSG 69. SSG 69 cũng được sử dụng bởi các lực lượng cảnh sát. SSG 69 có độ chính xác cao khoảng 0.5 MOA nó đã giành được nhiều chiến thắng từ các cuộc thi trên thế giới.
Có một số biến thể được làm với sự khác biệt chủ yếu là màu sơn, chỉ có một mẫu ngoại lệ là SSG-PIV sử dụng nòng 409 mm với hai rãnh xoắn 1:250 mm (1:10 inch) sử dụng loại đạn cận âm.